# Saint-Jean-de-Bournay
Saint-Jean-de-Bournay és un municipi francès situat al departament de la Isèra i a la regió d'Alvèrnia-Roine-Alps. L'any 2007 tenia 4.234 habitants.

## Demografia

### Població
El 2007 la població de fet de Saint-Jean-de-Bournay era de 4.234 persones. Hi havia 1.759 famílies de les quals 551 eren unipersonals (214 homes vivint sols i 337 dones vivint soles), 543 parelles sense fills, 511 parelles amb fills i 154 famílies monoparentals amb fills.
La població ha evolucionat segons el següent gràfic:
Habitants censats

### Habitatges
El 2007 hi havia 1.927 habitatges, 1.772 eren l'habitatge principal de la família, 44 eren segones residències i 111 estaven desocupats. 1.308 eren cases i 615 eren apartaments. Dels 1.772 habitatges principals, 1.096 estaven ocupats pels seus propietaris, 633 estaven llogats i ocupats pels llogaters i 44 estaven cedits a títol gratuït; 17 tenien una cambra, 150 en tenien dues, 362 en tenien tres, 569 en tenien quatre i 674 en tenien cinc o més. 1.199 habitatges disposaven pel capbaix d'una plaça de pàrquing. A 799 habitatges hi havia un automòbil i a 740 n'hi havia dos o més.

### Piràmide de població
La piràmide de població per edats i sexe el 2009 era:
| Homes | Edats   | Dones |
| ----- | ------- | ----- |
| 0     | 95 o +  | 12    |
| 8     | 90 a 94 | 24    |
| 28    | 85 a 89 | 72    |
| 16    | 80 a 84 | 44    |
| 76    | 75 a 79 | 132   |
| 104   | 70 a 74 | 112   |
| 108   | 65 a 69 | 120   |
| 64    | 60 a 64 | 100   |
| 120   | 55 a 59 | 96    |
| 120   | 50 a 54 | 144   |
| 156   | 45 a 49 | 136   |
| 116   | 40 a 44 | 116   |
| 132   | 35 a 39 | 120   |
| 132   | 30 a 34 | 140   |
| 144   | 25 a 29 | 112   |
| 112   | 20 a 24 | 108   |
| 124   | 15 a 19 | 88    |
| 100   | 10 a 14 | 92    |
| 128   | 5 a 9   | 84    |
| 72    | 0 a 4   | 112   |

## Economia
El 2007 la població en edat de treballar era de 2.533 persones, 1.897 eren actives i 636 eren inactives. De les 1.897 persones actives 1.786 estaven ocupades (938 homes i 848 dones) i 112 estaven aturades (43 homes i 69 dones). De les 636 persones inactives 279 estaven jubilades, 180 estaven estudiant i 177 estaven classificades com a «altres inactius».

### Ingressos
El 2009 a Saint-Jean-de-Bournay hi havia 1.812 unitats fiscals que integraven 4.201 persones, la mediana anual d'ingressos fiscals per persona era de 18.422 €.

### Activitats econòmiques
Dels 284 establiments que hi havia el 2007, 3 eren d'empreses extractives, 9 d'empreses alimentàries, 12 d'empreses de fabricació d'altres productes industrials, 49 d'empreses de construcció, 75 d'empreses de comerç i reparació d'automòbils, 9 d'empreses de transport, 17 d'empreses d'hostatgeria i restauració, 2 d'empreses d'informació i comunicació, 10 d'empreses financeres, 7 d'empreses immobiliàries, 30 d'empreses de serveis, 37 d'entitats de l'administració pública i 24 d'empreses classificades com a «altres activitats de serveis».
Dels 79 establiments de servei als particulars que hi havia el 2009, 1 era una oficina d'administració d'Hisenda pública, 1 gendarmeria, 1 oficina de correu, 4 oficines bancàries, 1 funerària, 9 tallers de reparació d'automòbils i de material agrícola, 1 taller d'inspecció tècnica de vehicles, 2 autoescoles, 4 paletes, 12 guixaires pintors, 2 fusteries, 6 lampisteries, 5 electricistes, 2 empreses de construcció, 9 perruqueries, 3 veterinaris, 8 restaurants, 4 agències immobiliàries, 1 tintoreria i 3 salons de bellesa.
Dels 39 establiments comercials que hi havia el 2009, 3 eren supermercats, 1 una gran superfície de material de bricolatge, 4 fleques, 5 carnisseries, 3 llibreries, 8 botigues de roba, 3 botigues d'equipament de la llar, 2 sabateries, 1 una botiga d'electrodomèstics, 1 una botiga de mobles, 2 botigues de material esportiu, 1 un drogueria, 1 una joieria i 4 floristeries.
L'any 2000 a Saint-Jean-de-Bournay hi havia 69 explotacions agrícoles que ocupaven un total de 1.764 hectàrees.

## Equipaments sanitaris i escolars
El 2009 hi havia 2 farmàcies i 1 ambulància.
El 2009 hi havia 1 escola maternal i 2 escoles elementals. Saint-Jean-de-Bournay disposava d'un col·legi d'educació secundària amb 643 alumnes.

## Poblacions més properes
El següent diagrama mostra les poblacions més properes.